# 米嘴闭花木
米嘴闭花木（学名：[Cleistanthus pedicellatus] 错误：{{Lang}}：文本有斜体标记（帮助））为大戟科闭花木属下的一个种。

## 扩展阅读
- 維基物種上的相關：米嘴闭花木